# Ducado de Luxemburgo
O Ducado de Luxemburgo (em neerlandês: Luxemburg; em francês: Luxembourg; em alemão: Luxemburg; em luxemburguês: Lëtzebuerg) era um estado do Sacro Império Romano e a terra natal da nobre dinastia da Casa de Luxemburgo. Esta casa tornou-se uma das principais forças políticas do século XIV, rivalizando com a Casa dos Habsburgos pela supremacia na Europa Central. Eles se tornaram herdeiros da Dinastia Premislida no Reino da Boêmia, sucederam ao Reino da Hungria e forneceram quatro Sacro Imperadores Romanos até que sua linha masculina se extinguisse, passando então os territórios acordados no Tratado de Brünn em 1364 para a Casa de Habsburgo.
Em 1443, o ducado passou a ser controlado pelo duque Filipe, o Bom, da Borgonha, que pertencia à Casa Francesa de Valois. Em 1477, o controle do ducado foi transferido para a Casa de Habsburgo por meio de casamentos políticos. Carlos V, Sacro Imperador Romano, unificou as Dezessete Províncias dos antigos Países Baixos da Borgonha através da Sanção Pragmática de 1549. Em 1795, revolucionários franceses conquistaram o território do ducado.

## Pré-Ducado

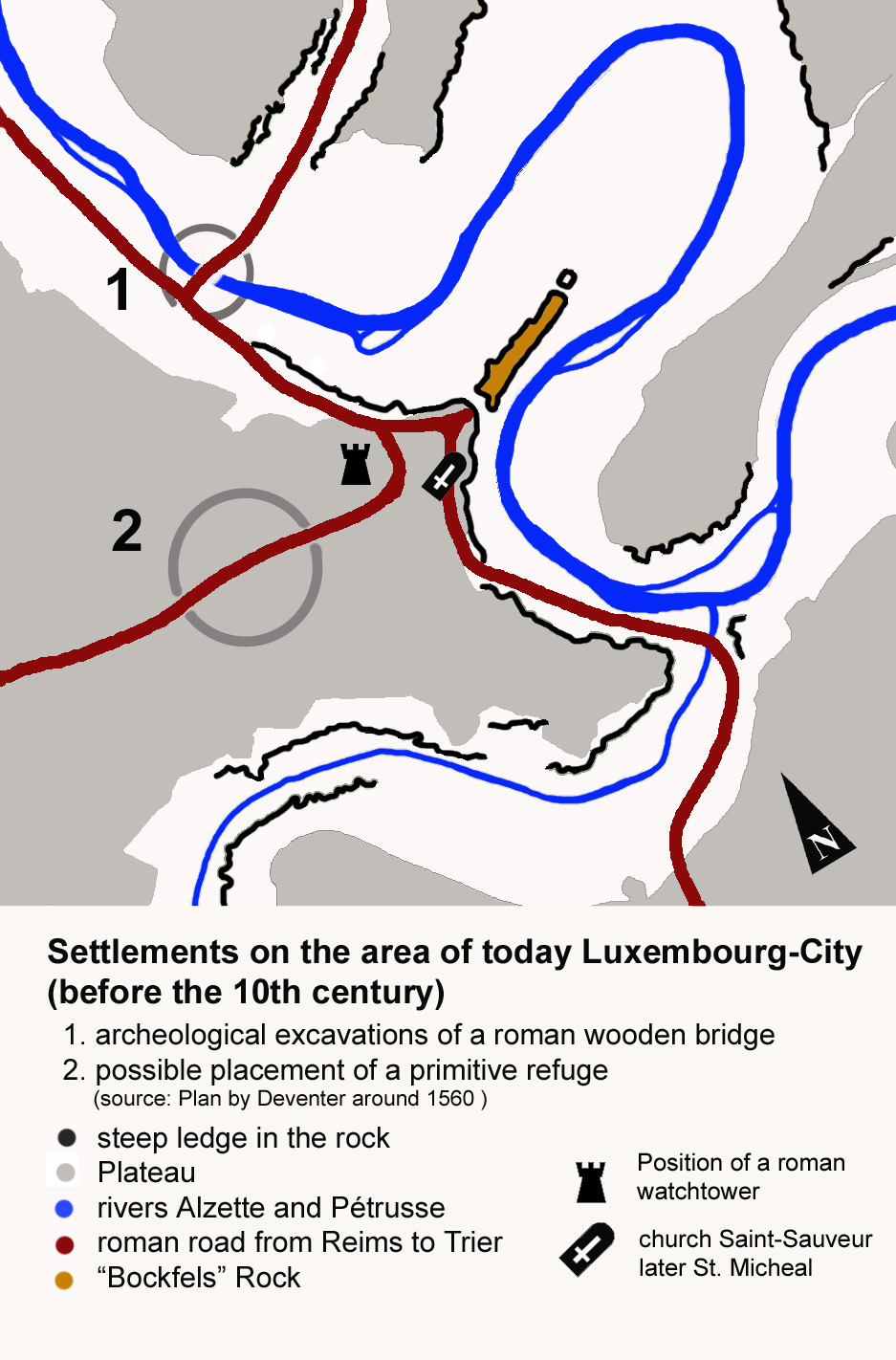
Os primeiros assentamentos na área do atual Luxemburgo antes do século X, com a igreja de São Salvador (hoje São Miguel) construída em 987.

A primeira menção conhecida ao território do Luxemburgo foi feita por Júlio César em seu relato Commentarii de Bello Gallico. A região histórica do Luxemburgo fazia parte da província romana da Bélgica Prima. Após a invasão das tribos germânicas orientais, Luxemburgo integrou-se ao Império Franco. Com o Tratado de Verdun em 843, tornou-se parte da província lotaríngia da Frância Média. Pelo Tratado de Ribemont em 880, passou a pertencer à Frância Oriental.
Historiadores contemporâneos sugerem que a etimologia da palavra Luxemburgo deriva de "Letze", um termo que significa fortificação. Este nome poderia se referir aos vestígios de uma torre de vigia romana ou a um antigo refúgio da Alta Idade Média.

## Proto-Ducado (963-1353)
A partir da divisão da Lotaríngia em 959, a região do Luxemburgo ficaria sob os mandos de Frederico I, Duque da Alta Lorena da Casa de Ardenas-Bar, filho do Conde Palatino Vigérico da Lotaríngia . Em 963, o conde Sigifredo do Luxemburgo, provavelmente um irmão mais novo do duque Frederico I, comprou algumas terras do Abade Vícaro da Abadia de São Maximino, em Tréveris. Esta terra estava centrada em um forte em ruínas (supostamente romano) conhecido em Alto-alemão por Lucilinburhuc (comumente traduzido como "pequeno castelo"). Nos anos seguintes, o conde Sigifredo mandou construir um novo castelo no local destas ruínas, sobre uma rocha que mais tarde se chamaria Bock Fiels. Este castelo dominava um trecho da antiga estrada romana que ligava Reims, Arlon e Tréveris, e abria algumas perspectivas para o comércio e a tributação. Apesar desta nova construção, é pressuposto que Sigifredo e os seus sucessores imediatos não tenham feito do castelo a sua residência principal. A história de Luxemburgo é considerada como tendo sido iniciada com a construção deste castelo.
Nos anos seguintes, uma pequena cidade e um mercado cresceram em torno do novo castelo. Os primeiros habitantes foram provavelmente súditos do Conde Sigifredo e clérigos da Igreja de São Miguel. Este assentamento logo recebeu proteção adicional com a construção de uma primeira muralha e de um fosso.
Além da pequena cidade alta e da estrada romana, outro assentamento foi formado no vale do rio Alzette (hoje o bairro de Grund). Em 1083, este povoamento continha duas igrejas e duas pontes sobre os rios Alzette e Pétrusse. Os seus habitantes exerciam diversas profissões, nomeadamente a pesca, a panificação e a moagem. Nesse mesmo ano, a abadia beneditina de Altmünster foi fundada pelo Conde Conrado na colina atrás do Castelo de Luxemburgo.
Henrique III foi o primeiro conde a estabelecer residência permanente em Luxemburgo. Num documento datado de 1089, ele é referido como Comes Henricus de Lutzeleburg, o que também o torna o primeiro conde documentado do país.
Em torno deste forte, a cidade desenvolveu-se gradualmente e tornou-se o centro de um pequeno, mas importante estado de grande valor estratégico para a região da Europa Ocidental. A fortaleza de Luxemburgo foi constantemente ampliada e fortalecida ao longo dos anos por sucessivos governantes, tornando a Fortaleza de Luxemburgo. Suas formidáveis defesas e localização estratégica fizeram com que se tornasse conhecido como o Gibraltar do norte.
A Casa de Luxemburgo forneceu vários Sacro Imperadores Romanos, reis da Boêmia e arcebispos de Tréveris e Mogúncia. Da Alta Idade Média ao Renascimento, Luxemburgo teve vários nomes, incluindo Lucilinburhuc, Lutzburg, Lützelburg, Luccelemburc e Lichtburg, entre outros.

## O Ducado (1353-1797)
Luxemburgo permaneceu um feudo independente do Sacro Império Romano-Germânico, até que, em 1354, o imperador Carlos IV elevou-o à condição de ducado, comandando por seu irmão Venceslau I. As terras ducais foram formadas em 1353 pela integração do antigo condado de Luxemburgo, do marquesado de Arlon, dos condados de Durbuy e La Roche, e dos distritos de Thionville, Bitburg e Marville. O condado de Vianden também foi incluído, pois era vassalo dos condes e duques do Luxemburgo desde cerca de 31 de julho de 1264.
Em 1411, Sigismundo de Luxemburgo perdeu o ducado para sua sobrinha Isabel porque não pagou um empréstimo. Posteriormente, Isabel vendeu o ducado a Filipe III, duque da Borgonha da Casa de Valois-Borgonha, que a pagou em 1444. Os duques da Borgonha já haviam adquirido uma série de outras possessões nos Países Baixos, incluindo Flandres, Artois, Hainaut, Brabante, Zelândia, Holanda e Namur; Luxemburgo e estas outras possessões da Borgonha nos Países Baixos são coletivamente referidos durante o período de 1384 a 1482 como Países Baixos Burgúndios. A linhagem masculina dos duques da Borgonha morreu em 1477, quando o filho de Filipe, Carlos I, morreu na Batalha de Nancy, deixando Maria da Borgonha, sua única filha, como herdeira. Maria casou-se com o arquiduqueMaximiliano I da Casa de Habsburgo, que mais tarde se tornou Sacro Imperador Romano. Os Países Baixos da Borgonha tornaram-se então parte do domínio da Casa dos Habsburgos, iniciando o período dos Países Baixos dos Habsburgos (1482-1581).
Com a abdicação em 1556 do Carlos V, Sacro Imperador Romano (também Rei de Espanha como Carlos I), os Países Baixos dos Habsburgos passaram para o seu filho, o Rei Filipe II de Espanha. Durante a Guerra dos Oitenta Anos, as sete províncias ao norte libertaram-se do domínio espanhol para formar a República Holandesa em 1581, enquanto as restantes dez províncias ao sul (incluindo Luxemburgo) permaneceram sob domínio espanhol até 1714. Durante este tempo, as províncias do sul eram referidas como Países Baixos Espanhóis. A Guerra da Sucessão Espanhola, que foi travada após a extinção da linha espanhola dos Habsburgos em 1700, resultou na transferência dos Países Baixos espanhóis para o domínio da Áustria em 1714, iniciando assim o período dos Países Baixos Austríacos. A área permaneceu sob domínio austríaco até a Revolução Francesa, quando foi assumida pela França em 1795.

## Pós-Ducado (1797-presente)

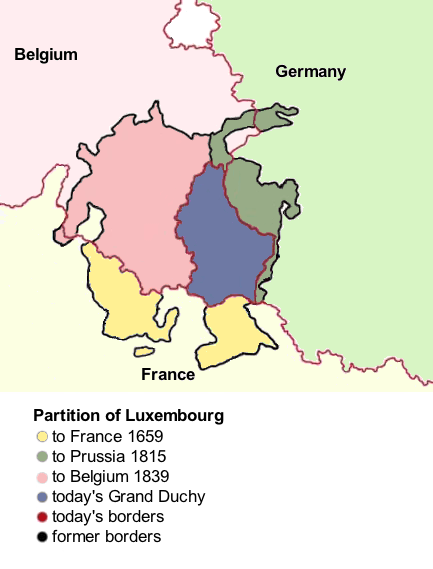
As três partições reduziram bastante o território do país ao longo dos anos.

Os Países Baixos do Sul, incluindo Luxemburgo, foram anexados pela Primeira República Francesa em 1 de outubro de 1795 e em 24 de outubro o departamento de Forêts foi estabelecido a partir do território dos ducados de Luxemburgo e de Bulhão. Centrado na cidade de Luxemburgo, situava-se no que hoje é a Bélgica, Luxemburgo e Alemanha. Seu nome, que significa "florestas", vem das florestas das Ardenas.
Uma pequena parte do antigo território de Luxemburgo foi cedida à Prússia em 1813.

Após a derrota de Napoleão em 1814 e o Congresso de Viena em 1815, a maior parte de Forêts tornou-se parte do Reino Unido dos Países Baixos, com a parte do lado leste dos rios Our e Sûre tornando-se parte da Prússia (atual Alemanha). Ao invés de ser integrado aos Países Baixos, foi estabelecido o novo Grão-Ducado do Luxemburgo, que foi mantido em união pessoal com os Países Baixos pelo rei Guilherme I. Separadamente dos Países Baixos, tornou-se membro da Confederação Germânica, e uma guarnição do Reino da Prússia foi estacionada lá.
Depois que o Reino da Bélgica conquistou a sua independência dos Países Baixos em 1830, o território luxemburguês foi dividido no Tratado de Londres (1839), com a porção ocidental do Grão-Ducado indo para a Bélgica (como a atual Província do Luxemburgo); restando a menor porção oriental pertencente ao Grão-Ducado. Enfim, a união pessoal entre os tronos luxemburguês terminou após a morte de Guilherme III em 1890, momento em que o trono holandês passou para a sua filha Guilhermina enquanto o trono luxemburguês passou para seu filho Adolfo de Nassau-Weilburg .
O território que compunha o antigo Ducado de Luxemburgo está atualmente repartido entre o Grão-Ducado de Luxemburgo, a província belga de Luxemburgo, o estado alemão da Renânia-Palatinado e os departamentos franceses de Ardenas, Mosa e Mosela.